# Mountaineer Range
Die Mountaineer Range ist ein Gebirgszug zwischen dem Mariner- und dem Aviator-Gletscher im nördlichen Viktorialand. 
Gesichtet wurde er erstmals 1841 vom britischen Seefahrer James Clark Ross bei dessen Antarktisexpedition (1839–1843). Die vollständige kartografische Erfassung erfolgte mittels Luftaufnahmen der United States Navy und Vermessungsarbeiten neuseeländischer und US-amerikanischer Expeditionsmannschaften in den 1950er und 1960er Jahren. Benannt wurde die Range bei einer von 1958 bis 1959 dauernden Kampagne im Rahmen der New Zealand Geological Survey Antarctic Expedition in Erinnerung an den bergsteigerischen Hintergrund ihrer Teilnehmer, die in diesem Gebiet Feldforschungen durchführten.

## Weblinks

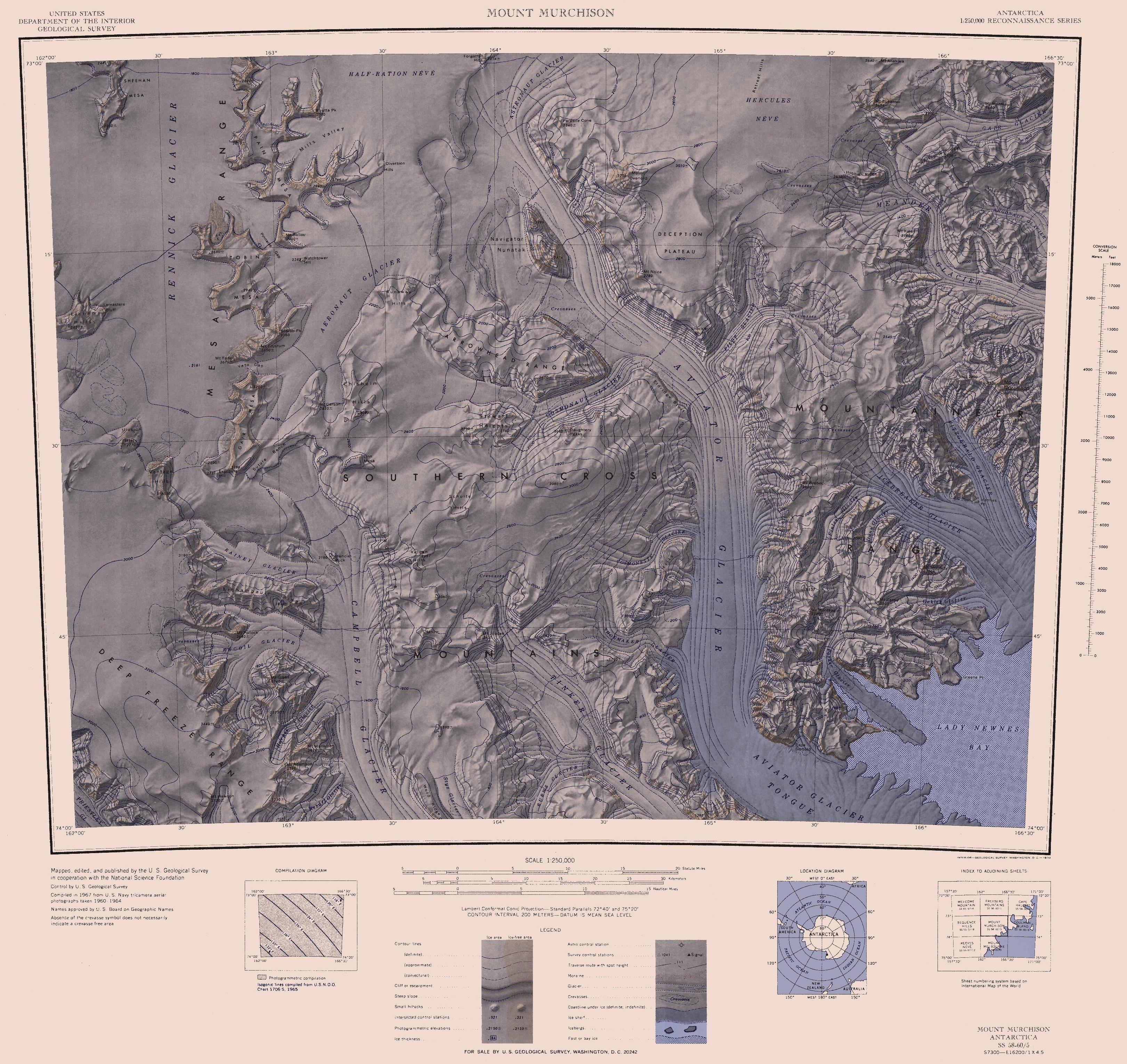
Westteil der Mountaineer Range Mitte rechts
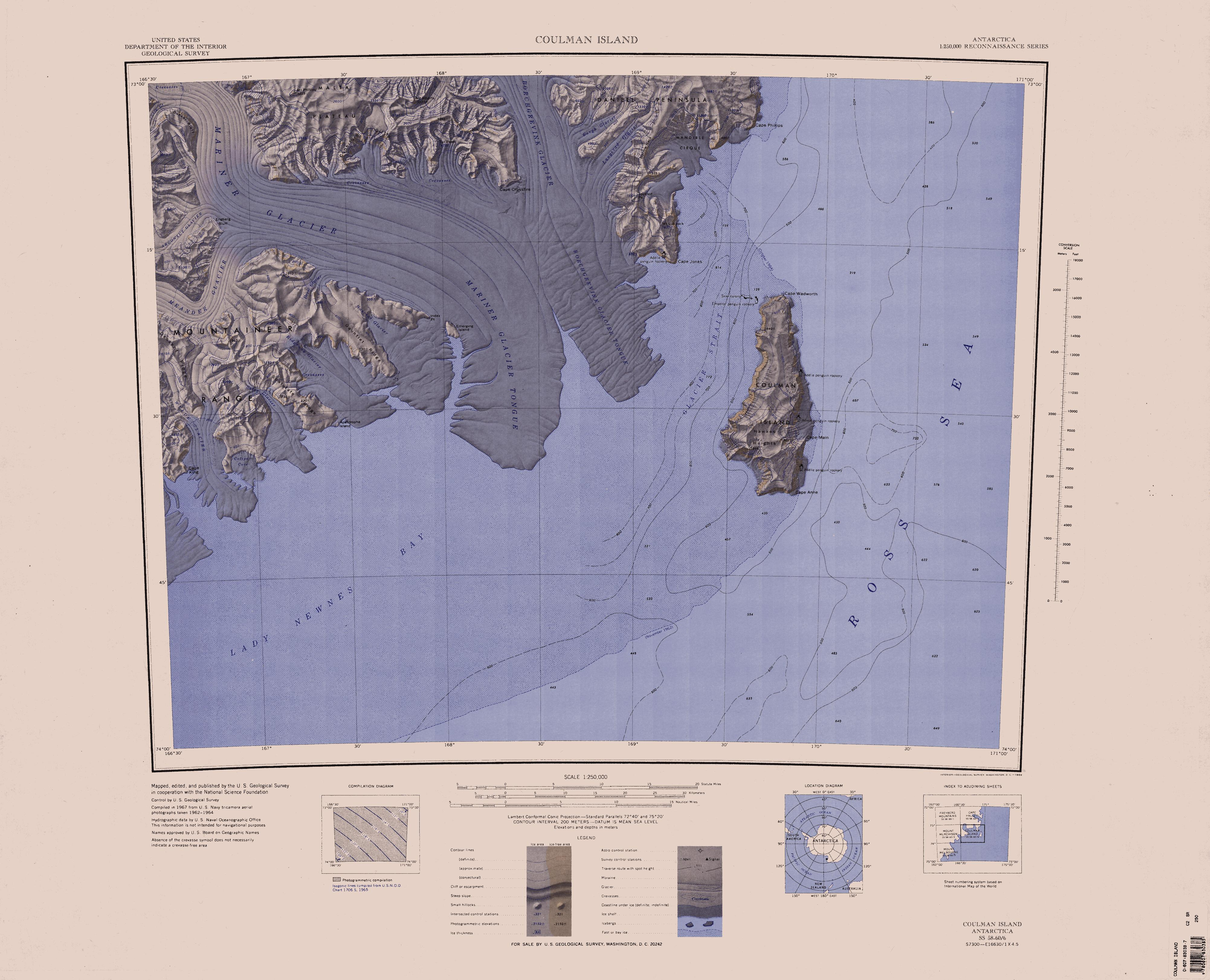
Ostteil der Mountaineer Range Mitte links